# Edox
 (mai 2025).
Edox est une entreprise horlogère suisse indépendante fondée en 1884 à Bienne par Christian Ruefli-Flury. Aujourd’hui basée aux Genevez dans le Canton du Jura, la marque est spécialisée dans les montres sportives, étanches et techniques. Elle est toujours dirigée par la famille Strambini et assemble ses montres à la main dans ses propres ateliers. Edox est connue pour ses partenariats avec des disciplines exigeantes telles que le WRC, le Dakar Rally, ou plus récemment BMW M Motorsport et BMW Motorrad Motorsport.

## Histoire

### Les origines (1884–1920)
L’histoire de la maison commence en 1884, lorsque le maître horloger Christian Ruefli-Flury, originaire de Choindez dans le Jura suisse, fonde à Bienne la fabrique d’horlogerie C. Ruefli-Flury & Cie. Il a grandi à Courrendlin, y a suivi sa scolarité, puis a été formé comme remonteur dans l’atelier d’Urs Schild (futur fondateur d’Eterna), avant d’être engagé chez Jean Aegler, fabricant de mouvements basé à Bienne. C’est à cette période qu’il épouse Pauline Flury, qui l’encourage à créer sa propre entreprise.
Dès les années 1890, la maison se spécialise dans les montres de dames, un positionnement encore rare à l’époque. En 1891, l’Indicateur Davoine mentionne déjà l’entreprise comme « spécialité de montres de dames » à Bienne. Elle propose alors des modèles de poche en argent, acier ou métal fantaisie. Dès 1909, elle fabrique également des montres-bracelets féminines, destinées à l’exportation.
Parmi les pièces connues de cette époque figure une montre de poche signée Alto Watch, datée d’environ 1890 et portant la mention « Première Qualité ». Cette création témoigne non seulement de la volonté de Ruefli-Flury de signer ses propres modèles sous des marques distinctes, mais aussi de son ambition de positionner sa production dans un segment de qualité supérieure, fondé sur un savoir-faire technique déjà affirmé.
Plusieurs dépôts de marques sont enregistrés par l’entreprise, parmi lesquels GOOD-LUCK (1897), ERA WATCH (1909) et ZARITA (1917).
La société C. Ruefli-Flury & Cie devient ainsi l’une des premières maisons biennoises à développer un système de sous-marques et à produire en volume sous différentes identités commerciales. Le nom ERA WATCH CO. apparaît dès 1909, soit bien avant la création de la marque Edox, qui ne sera enregistrée qu’en 1928, après la mort de son fondateur.
En parallèle de ses activités horlogères, Christian Ruefli-Flury siège à la Banque Cantonale Bernoise (BCBE), d’abord à Bienne (1901–1915), puis à Berne (1915–1921), en tant que membre de la direction centrale.
À sa mort, le 24 mars 1921, il lègue une part significative de sa fortune à dix institutions caritatives de Bienne et des environs : l’hôpital de Bienne (100'000 francs), plusieurs centres pour enfants malades, sourds ou handicapés, ainsi que des sanatoriums et colonies de vacances. Ce testament illustre son engagement social et son rôle d’industriel bienfaiteur dans la région.

### La période ERA (1920–1950)
À la mort de Christian Ruefli-Flury en 1921, la direction de l’entreprise est reprise par Robert Kaufmann-Hug, banquier de formation et proche de la famille. Sous sa conduite, la maison évolue vers une structure plus moderne avec la création d’une société anonyme familiale. L’activité reste basée à Bienne, et la raison sociale C. Ruefli-Flury & Cie est conservée, tandis que le nom commercial ERA Watch Co. s’impose progressivement dans les communications et sur les cadrans.
Kaufmann-Hug initie un élargissement de la gamme vers les montres pour hommes, tout en consolidant la position historique de la maison sur le segment féminin. Cette période est marquée par plusieurs avancées techniques. En 1931, ERA présente une montre étanche nommée Amphibia, destinée aux hommes actifs. En 1932, elle commercialise une montre équipée d’un calendrier par guichet positionné à 9 h. En 1936, la maison introduit une montre dotée d’une seconde centrale. À la fin des années 1930, elle développe également des montres stop et des chronographes. À la fin des années 1930, elle développe également des montres stop et des chronographes.
Les pièces ERA de cette période arborent des cadrans classiques, parfois émaillés, des boîtiers en acier ou laiton plaqué, et des mouvements mécaniques suisses. Elles traduisent une volonté constante d’allier fonctionnalité, robustesse et discrétion, dans un style fidèle à l’esprit de la maison.
En 1932, l’entreprise installe ses bureaux dans le bâtiment Atlantic, situé place de la Gare à Bienne, un immeuble emblématique récemment construit. C’est à cette adresse que la société poursuit ses activités pendant plusieurs décennies. Le nom ERA y est même visible en grand sur la façade, comme en témoignent des cartes postales d’époque.
Cette dynamique de diversification et de maîtrise technique prépare l’introduction d’une nouvelle marque, Edox, officiellement enregistrée en 1928 , mais encore peu exploitée commercialement à cette époque. Ce n’est qu’à partir des années 1950 que cette marque prendra progressivement le relais d’ERA pour incarner une nouvelle phase du développement de la société.

### L’émergence d’EDOX (1950–1971)
La décennie 1950 marque un tournant pour l’entreprise, qui amorce une nouvelle phase de son développement sous la marque Edox. Officiellement enregistrée en 1928, cette marque au nom inventé et à consonance grecque commence à être utilisée pour certaines productions dès les années 1950, avant de progressivement prendre le relais d’ERA Watch Co.
La période est marquée par une diversification importante et par le lancement de collections aux lignes plus modernes. En parallèle des montres féminines, Edox développe sa présence dans les montres masculines, notamment sportives, tout en maintenant un niveau de finition fidèle aux standards techniques de la maison. Les modèles classiques comme la Diamatic ou la Slim Look, apparus en 1964, côtoient les montres à vocation plus technique ou utilitaire.
Edox s’illustre particulièrement dans le domaine de l’étanchéité, avec plusieurs modèles pionniers :
- en 1964, la Hydromatic ;
- en 1968, la Mexico Sport, étanche à 200 mètres ;
- en 1969, la Acapulco, conçue pour résister à des chocs extrêmes et dotée de plusieurs innovations techniques brevetées.

En 1971, la marque présente la montre Geoscope, première montre bracelet au monde à heure universelle véritable. Ce modèle iconique, dont le cadran représente une mappemonde effectuant une rotation complète en 24 heures, permet de lire d’un coup d’œil l’heure sur tous les fuseaux horaires. Présentée à la Foire de Bâle, la Geoscope rencontre un fort succès et devient le fer de lance de la marque dans les années 1970,,.
À travers ces lancements, Edox affirme une volonté d’innovation, tout en consolidant son image de marque indépendante et accessible, fondée sur la qualité, la précision et la robustesse.

### Intégration au groupe ASUAG et crise du quartz (1971–1983)
En 1971, Edox est intégrée à la General Watch Co. (GWC), une filiale du groupe ASUAG regroupant plusieurs marques suisses telles que Certina, Mido ou Rado.
Cette période est marquée par la crise du quartz. Edox continue à développer des modèles techniques et design, dont la ligne Edox by Philippe André, mais les difficultés du secteur entraînent un repli progressif.
En 1983, Edox quitte le groupe et est rachetée par l’entrepreneur jurassien Victor Strambini. Il transfère la marque aux Genevez dans le canton du Jura, où il fonde un atelier indépendant.

### Retour à l’indépendance et relance classique (1983–2005)
En 1983, Edox est rachetée par l’entrepreneur jurassien Victor Strambini, qui relance la marque depuis Les Genevez, dans le Jura bernois. Il y établit un atelier de production indépendant et recentre l’activité autour de collections classiques, d’un bon rapport qualité-prix, et d’une distribution internationale maîtrisée.
La marque développe alors plusieurs lignes sobres et élégantes, comme Les Bémonts, Les Vauberts, Les Fontaines ou LaPassion, qui symbolisent son positionnement traditionnel à cette époque. Edox se fait également remarquer pour des innovations techniques dans le segment quartz : en 1998, elle présente un mouvement à calendrier logé dans un boîtier de seulement 1,4 mm d’épaisseur, considéré comme le plus plat du monde. En 2005, la marque lance la Les Bémonts Maître Horloger 5 Minute Repeater, dotée d’une sonnerie à cloche rare dans cette gamme de prix.

### Virage sportif et affirmation technique (2006–aujourd’hui)
À partir de 2006, Edox entame un virage stratégique plus sportif, marqué par l’arrivée de collections au design plus affirmé et par des partenariats avec des disciplines d’endurance et de haute performance.
La maison devient successivement chronométreur ou partenaire officiel de plusieurs événements et marques emblématiques :
- 2006 : Class-1 World Powerboat Championship
- 2007 : Koenigsegg, constructeur suédois de supercars[19]
- 2010 : WRC – World Rally Championship[20]
- 2012 : Rallye Dakar[21]
- 2013 : Extreme Sailing Series™
- 2016 : Sauber F1 Team
- 2021 : BMW M Motorsport[22]
- 2024 : BMW MOTORRAD Motorsport et ROKiT BMW Motorrad WorldSBK Team[23]

Ces engagements s’accompagnent du développement de collections à forte identité, comme la Chronorally, conçue pour les sports mécaniques, ou la CO-1, dotée d’un boîtier technique et d’une lunette en céramique.
Dans le segment nautique, la Grand Ocean propose des montres aux lignes fluides et contemporaines inspirées de la voile. Edox renforce aussi son lien avec l’univers de la plongée : la Delfin, relancée dans une version modernisée, perpétue une tradition d’étanchéité remontant aux années 1960 ; la Neptunian, l’une des collections les plus techniques de la marque, offre une étanchéité jusqu’à 1'000 mètres, un verre saphir, une lunette en céramique et une valve hélium automatique.
Edox met également en valeur son patrimoine à travers la réédition de modèles historiques comme la SkyDiver, inspirée d’un projet militaire secret des années 1970, ou encore la Hydro-Sub, véritable montre-outil taillée pour la plongée. En parallèle, des séries limitées comme la Sportsman rendent hommage aux archives de la maison tout en intégrant les codes contemporains.
Sous la direction d’Alexandre Strambini depuis 2013, Edox poursuit cette évolution en alliant modernité, technicité et indépendance. Toujours basée aux Genevez, la marque reste 100 % familiale, avec une fabrication Swiss Made qui valorise le savoir-faire artisanal et l’audace du design.